# フェイスロック
フェイスロック（Facelock）は、プロレス技の一種である。日本名は顔面締め。クロスフェイス、ネッククランクとも呼ばれている。

## 概要
自分の腕を相手の頭部に回して腕で相手の顔面を締め付けることにより、圧迫によるダメージを与える技。主に前腕部付近を頬骨あたりに押し当てて締め上げる場合が多い。一般的に締め技の部類に含むが、相手の顔面を締めるときに、首も一緒に捻り上げることも多く、頸椎にもダメージがあるために首関節技としても扱われる。
なお、プロレスにおいてフェイスロックを掛けると観客から「落とせ」コールが発生することがあるが、頚動脈を圧迫する技ではないので、この技で落とすことはできない（ただし、一部では「落とす（絞め落とす）」という言葉をタップアウトと同義で使用する場合がある）。三沢光晴も落とす技じゃないとコールに反対意見を述べていたが、受け手のプロレスラーからは鼻をふさぐ形で呼吸が出来ないとも言われていた。
また、競技や人によってはフェイスロックをスリーパー・ホールドの別名として使用する場合もある。

## バリエーション
ステップオーバー式
座っている相手の背後から相手に乗りかかるようにして仕掛ける。このとき、相手の片腕の前に自分の片足を置くことで逃れにくくし、なおかつ首を捻ったときに首へダメージが与えやすくする場合が多い。フェイスロックの基本的な掛け方の一つで、三沢光晴が得意としてジャンボ鶴田からギブアップを奪ったことで有名になった。この他にも渕正信や長井満也など使い手は多い。
スタンド式
両者が立った状態でかける。サイド式ヘッドロックの要領で相手の頭部を横から腋の下へ抱え込み、その腕の前腕部あたりで相手の顔面を締め付ける。見た目はヘッドロックと似ているため、一見すると判別しにくい。
グラウンド式
両者がマットへ寝ている状態でかける。うつ伏せの相手の上から、相手の頭部を腋へ抱え込み、その前腕部あたりで相手の顔面を締める。TAKAみちのくがジャスト・フェイスロックの名称で使用し有名になった。
リバース式
相手の首を上側に反らせた状態で相手の頭部を腋へ抱え込んで締め上げる技。顔面だけでなく、頭蓋骨や首にもダメージを与えることができるため、リバース・フェイスロックという名称のほかにも、リバース・ヘッドロック、リバース・ネックロックといった名称でも呼ばれる。
フロント式
俗にフロント・フェイスロックと呼ばれる技。正面から、前屈みにした相手の頭部を腋に抱え込み、その前腕部あたりで顔面を締め上げる。見た目にはフロント・ヘッドロックやフロント・ネックチャンスリー、フロント・チョーク（フロント・スリーパー）とかなり酷似しており、腕による締める位置の違いによるところが大きい。また、フロント・フェイスロックの名称はフロントチョークの別名としても使用されるため、ややこしい。

## 派生技

### STF
うつ伏せの相手の上に乗った状態で両足で相手の片足を方ながら両腕で相手の顔面を締め上げる。

### チキンウィングフェイスロック
後背位で片腕で相手の片腕をハンマーロックに固めて、もう片腕で相手の顔面を締める。

### クリップラー・クロスフェイス
両足で相手の片腕を挟み込んだ状態で極めるグラウンド・フェイスロック。

### ドラゴン・スリーパー・ホールド
藤波辰爾のオリジナル技。上記のリバース式を極めながら相手の片腕を同時に反対の腋に抱えながら極める。

### ストレッチ・プラム
川田利明のオリジナル技。相手の背後から片足を相手の片足に掛けるようにして相手の頭部を斜め後ろに倒すようにして腋へ抱え込み、同時に相手の片腕を反対側の腋に抱え込んで締め上げる。相手を尻餅状態で座らせて左右に捻りながら締め上げる拷問タイプも存在する。

### ニュー・ストレッチ・プラム
川田利明のオリジナル技。下半身は同じだが上半身のクラッチが異なる。尻餅状態の相手の後方に立ち、相手の股に自分の片足を差し入れて、その状態でしゃがみ込み、同時に股に差し入れた足とは反対側にある相手の腋に片腕を差し入れた上で自分のもう片腕を掴み、そのまま相手の上半身を横に倒しながら。両腕で胴を絞めながら肩を極める。さらに相手の上半身を横に捻る。

### コジメ
小島聡のオリジナル技。G1 CLIMAX2011用に開発した技、その名の通り右腕を使ったフェースロック。8月14日のG1 CLIMAX両国大会で、現在はタッグユニットテンコジで相方としても活躍する盟友の天山広吉との対戦時に使用された。

### ストレッチ・プラム・フェイスロック
清宮海斗のオリジナル技｡三沢光晴のフェイスロック、川田利明のストレッチ・プラムを組み合わせたオリジナル技。変型チキンウィング式フェイスロックを相手に決めたまま、自らの右足で長座状態にさせた相手の右足をフックして、ストレッチプラムの体勢で相手の体をねじる。2018年10月に初披露した時は、変型チキンウィングフェイスロックだったが、2019年3月で桜庭和志との合同練習で胴締め式変型チキンウィング式フェイスロックに進化。さらに10月に川田利明に直接アドバイスを受けて現在の形になった。

### パーフェクト・フェイスロック
丸藤正道のオリジナル技。尻もちを付いた相手の正面から自身の右腕を相手の頬の辺りに置き、左腕を相手の右脇下を通して両腕を交差させがっちり力を加えるように締め上げる。

### バンシーマズル
EVILのオリジナル技。尻餅状態の相手の背後から左腕を取り、その腕を跨ぐ様にして自らの左脚に巻き込み、その状態から相手の顔面を両手で締め上げる変型の腕極め式フェイス・ロック。Bansheeとは“死を予告する妖精”のことであり、Muzzleは“口輪”を表す言葉。

### リーガル・ストレッチ（旧：ロイヤル・ストレッチ）
ウィリアム・リーガルのオリジナル技。相手の脇の下をくぐってフェイスロックで極める事で肩も同時に極めているのが特徴で、片腕が浮いているためより脱出が困難になる。